# Maxime Belleville
Maxime Belleville (* 23. Februar 1981 in Chamonix; † 23. Februar 2011 ebenda) war ein französischer Skispringer.

## Werdegang
Belleville gab in der Saison 1996/97 sein internationales Debüt im Rahmen des Skisprung-Continental-Cups. In seiner ersten Saison gelang ihm dabei mit 18 Punkten nur Rang 127 der Gesamtwertung. Besser verlief für ihn die Saison 1997/98, in der er nach einigen Top-Ergebnissen mit 423 Punkten am Ende den 22. Platz der Gesamtwertung erreichte. Daraufhin bekam er im Sommer einen Startplatz im A-Kader und startete beim Skisprung-Grand-Prix 1998. Nachdem er auch dort in die Punkteränge springen konnte, belegte Belleville in der Gesamtwertung am Ende punktgleich mit Jakub Janda, Wolfgang Loitzl und Andreas Widhölzl den 41. Platz.
In den folgenden zwei Jahren verblieb Belleville trotz der guten Leistung der Saison 1997/98 im Continental Cup. Dabei gelangen ihm jedoch keine vorderen Platzierungen mehr, so dass er nach der Saison 1999/2000 seine aktive Skisprung-Karriere beendete.
Nach dem Ende seiner Laufbahn war Belleville rund um seinen Heimatort als Berg- und Skitourenführer tätig. Er starb an seinem 30. Geburtstag auf einer Bergtour beim Sturz in eine Gletscherspalte.

## Erfolge

### Grand-Prix-Platzierungen
| Saison | Platz | Punkte |
| ------ | ----- | ------ |
| 1998   | 041.  | 009    |

### Continental-Cup-Platzierungen
| Saison  | Platz | Punkte |
| ------- | ----- | ------ |
| 1996/97 | 127.  | 018    |
| 1997/98 | 022.  | 423    |
| 1998/99 | 127.  | 016    |
| 1999/00 | 127.  | 007    |